# عمر الصالح البرغوثي
عمر الصالح البرغوثي (1894 – يونيو 1965) سياسي وكاتب ومؤلف فلسطيني–أردني. كان عضوًا في مجلس النواب الأردني بعد وحدة الضفتين، وعضوًا في مجلس الأعيان الأردني الرابع، ووزيرًا للتربية والتعليم بين 14 ديسمبر 1955 و21 ديسمبر 1955. له العديد من المؤلفات والكتب والمخطوطات. كان عضوًا في الجمعية الفلسطينية للعلوم الشرقية.

## حياته
وُلد عمر الصالح البرغوثي عام 1894 في القدس/دير غسانة، ووالده هو محمود الصالح، ووالدته هي صفية بنت مصطفى مزهر التميمية البرغوثية. تلقى تعليمه المدرسي في مدرسة سانت جورج والمدرسة الإنجليزية في مدينة القدس، ثم مدرسة سلطاني في مدينة بيروت عام 1907.
أسس الجمعية السرية العربية المناهضة للدولة العثمانية، ونُفي على إثرها إلى أنقرة عام 1917. كما شارك في الحركة الوطنية الفلسطينية ضد الانتداب البريطاني على فلسطين وعلى إثرها نُفي إلى مدينة عكا.
تخرج عام 1924 من معهد الحقوق الفلسطيني في مدينة القدس وعمل فيه بين عامي 1933 و1948.
صار عضوًا في مجلس النواب الأردني الرابع، وعضوًا في مجلس الأعيان الأردني الرابع بعد وحدة الضفتين.
تولى حقيبة وزارة المعارف (التربية والتعليم) لعدة أيام بين 14 ديسمبر 1955 و21 ديسمبر 1955.

## وفاته
تُوفي وُدفن في مقبرة باب الساهرة بمدينة القدس في يونيو 1965.

## مؤلفاته
من مؤلفاته:
- «تاريخ فلسطين»، بالتعاون مع خليل طوطح، صدر عن مطبعة بيت المقدس عام 1923.[8] (ردمك 9773410277)
- «الوزير اليازوري»، صدر عن دار الفكر العربي عام 1947.[9]
- «المراحل» (مذكرات)، صدر عن المؤسسة العربية للدراسات والنشر، 2001.[10]

## روابط خارجية
- عمر الصالح البرغوثي نسخة محفوظة 26 سبتمبر 2020 على موقع واي باك مشين. على موقع الرحلات الفلسطينية.